# Enallylpropymal
Enallylpropymal (Narconumal) là một dẫn xuất barbiturat được phát triển bởi Hoffman la Roche trong thập niên 1930. Nó có tác dụng an thần, gây ngủ và được xem là có khả năng lạm dụng vừa phải.